# ベカナマイシン
ベカナマイシン (bekanamycin) はアミノグリコシド系抗生物質の一種。放線菌 Streptomyces kanamyceticus からカナマイシンとともに見出され、カナマイシンBと呼ばれることもある。硫酸塩の商品名はカネンドマイシン。

## 概要
カナマイシンよりも抗菌力が強く、化学療法剤として用いられる（結核菌を除く）。
また、ベカナマイシンは耐性菌に有効な半合成抗生物質（ジベカシンやアルベカシンなど）の合成原料となる。

## 急性毒性
LD50 : 132 mg/kg（静脈注射、マウス投与時）